# Polygrammodes mimetica
Polygrammodes mimetica là một loài bướm đêm trong họ Crambidae.